# Closterotomus biclavatus
Closterotomus biclavatus is een wants uit de familie van de blindwantsen (Miridae). De soort werd het eerst wetenschappelijk beschreven door Gottlieb August Wilhelm Herrich-Schäffer in 1835.

## Uiterlijk
De bruin tot zwarte, langwerpig ovaal gevormde blindwants is macropteer (langvleugelig) en kan 5,5 tot 7,5 mm lang worden. Het lichaam is bedekt met lichte haartjes. Het halsschild heeft een lichte achterrand en het scutellum een licht uiteinde. De cuneus (de vleugelpunt van het ondoorzichtige gedeelte van de voorvleugel) is zwart en heeft een opvallende witte vlek. De pootjes zijn bruinrood en de schenen hebben zwarte stekeltjes. Van de antennes is het eerste segment zwart, net als het verdikte gedeelte van het tweede segment. De rest van het tweede segment is licht geelbruin net als het vierde segment. Het derde segment heeft ook een licht gedeelte.

## Leefwijze
De soort overwintert als eitje en is in mei volwassen. Er is één generatie per jaar. De nimfen en volwassen dieren worden gevonden op blauwe bosbes (Vaccinium myrtillus) maar ook bijvoorbeeld op grote brandnetel (Urtica dioica) waar ze jagen op bladluizen (Aphidoidea) en zoeken naar eitjes van bijvoorbeeld bladhaantjes (Chrysomelidae).

## Leefgebied
De soort is zeer zeldzaam in Nederland. Lange tijd dacht men dat hij niet meer in Nederland voorkwam totdat in 2017 weer waarnemingen zijn gemeld vanuit Den Helder. Het verspreidingsgebied is Palearctisch, van Europa tot Azië.